# Haplostoma mizoulei
Haplostoma mizoulei is een eenoogkreeftjessoort uit de familie van de Botryllophilidae. De wetenschappelijke naam van de soort is voor het eerst geldig gepubliceerd in 1962 door Monniot.